# مارفن أوباندو
مارفن أوباندو (بالإسبانية: Marvin Obando)‏ هو مدرب كرة قدم ولاعب كرة قدم كوستاريكي في مركز الدفاع، ولد في 4 أبريل 1960 في بونتاريناس ‏ في كوستاريكا. شارك مع منتخب كوستاريكا لكرة القدم. أما مع النوادي، فقد لعب مع ديبورتيفو سابريسا ونادي كارتاهينيس.

## وصلات خارجية
- مارفن أوباندو على موقع الاتحاد الدولي (مؤرشف)  (الإنجليزية)
- مارفن أوباندو على موقع قاعدة بيانات كرة القدم.إي يو (الإنجليزية)
- مارفن أوباندو على موقع ناشيونال فوتبول تيمز (الإنجليزية)
- مارفن أوباندو على موقع عالم كرة القدم.نت (الإنجليزية)
- مارفن أوباندو على موقع أوليمبيديا (الإنجليزية)